# Hana (Film)
Hana (Originaltitel: 花よりもなほ, Hana yori mo Naho) ist ein japanischer Film von Hirokazu Koreeda aus dem Jahre 2006.

## Handlung
Der Film spielt während der Genroku-Zeit im Jahre 1702. Der junge Samurai Aoki Sōzaemon zieht von Matsumoto nach Edo, um dort den Tod seines Vaters zu rächen. In Edo angekommen, lebt er in einem Slum, wo er sich rasch mit den Bewohnern anfreundet und sich in die Witwe Osae verliebt. Er lässt von seinem Plan ab, Rache zu suchen und bringt den Kindern lieber Rechnen, Schreiben und Lesen bei.

## Kritik
„Unterhaltsame Sozialsatire, die allen Verlockungen des Genres widersteht und augenzwinkernd ein tradiertes Wertesystem hinterfragt. Die kluge Inszenierung, der hervorragende Hauptdarsteller und die prächtige Fotografie lassen über einige Längen, Klischees und Unstimmigkeiten hinweg sehen.“